# Torneo de las Tres Naciones 2009
El Torneo de las Tres Naciones 2009 fue la decimocuarta edición del Torneo de las Tres Naciones, que se realiza entre las tres selecciones nacionales de rugby de Nueva Zelanda, Australia y Sudáfrica.  Los All Blacks la edición de 2008 el 13 de septiembre de 2008 ganado el último juego contra Australia, 28 - 24.

## Tabla de posiciones
| Pos. | Nación        | Juegos | Juegos | Juegos | Juegos | Puntos  | Puntos   | Puntos | Puntos extra | Tabla de puntos |
| Pos. | Nación        | Jug.   | Gan.   | Emp.   | Per.   | A favor | En cont. | Dif.   | Puntos extra | Tabla de puntos |
| ---- | ------------- | ------ | ------ | ------ | ------ | ------- | -------- | ------ | ------------ | --------------- |
| 1    | Sudáfrica     | 6      | 5      | 0      | 1      | 158     | 130      | +28    | 1            | 21              |
| 2    | Nueva Zelanda | 6      | 3      | 0      | 3      | 141     | 131      | +10    | 1            | 13              |
| 3    | Australia     | 6      | 1      | 0      | 5      | 103     | 141      | –38    | 3            | 7               |

## Formato
Como en competencias anteriores, los puntos se adjudicaron de la siguiente manera:
- 4 puntos para el que gana.
- 2 puntos para el empate.
- 0 puntos para el que pierde.
- 1 punto extra por anotar 4 tries o más, ganando o perdiendo.
- 1 punto extra por perder por 7 puntos o menos.

## Resultados
BO: Punto de bonificación ofensivo.
BD: Punto de bonificación defensivo.
Primera fecha
| 18 de julio | Nueva Zelanda | 22 - 16 BD | Australia | Eden Park, Auckland |  |
|             |               | Reporte    |           |                     |  |

- George Smith empezó como ala para Australia convirtiéndose en el 10.º jugador en la historia que logra ser capitán en 100 tests matchs.

Segunda fecha
| 25 de julio | Sudáfrica | 28 - 19 | Nueva Zelanda | Vodacom Park, Bloemfontein |  |
|             |           | Reporte |               |                            |  |

- El capitán de los Springboks, John Smit, igualó al ex - Wallaby George Gregan y al exjugador de Inglaterra Will Carling como capitán de tests matchs, con 59.

Tercera fecha
| 1 de agosto | Sudáfrica | 31 - 19 | Nueva Zelanda | ABSA Stadium, Durban |  |
|             |           | Reporte |               |                      |  |

Cuarta fecha
| 8 de agosto | Sudáfrica | 29 - 17 | Australia | Newlands Stadium, Ciudad del Cabo |  |
|             |           | Reporte |           |                                   |  |

Quinta fecha
| 22 de agosto | Australia | BD 18 - 19 | Nueva Zelanda | Telstra Stadium, Sídney |  |

Sexta fecha
| 29 de agosto | Australia | BD 25 - 32 BO | Sudáfrica | Subiaco Oval, Perth |  |

Séptima fecha
| 5 de septiembre | Australia | 21 - 6 | Sudáfrica | Suncorp Stadium, Brisbane |  |

Octava fecha
| 12 de septiembre | Nueva Zelanda | BD 29 - 32 | Sudáfrica | Waikato Stadium, Hamilton |  |

Novena fecha
| 19 de septiembre | Nueva Zelanda | 33 - 6 | Australia | Westpac Stadium, Wellington |  |

| Tres Naciones 2009 Campeón 2009 |
| ------------------------------- |
| Sudáfrica Tercer título         |